# John Brzenk

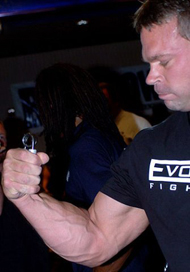
John Brzenk

John Brzenk (nascido em 15 de julho de 1964, em McHenry, Illinois, EUA) é um profissional da luta de braço. Ele compete no Ultimate Armwrestling League e é o atual campeão de mão direita na categoria dos pesos pesados.
John é o número um das Américas e está referenciado no Guinness Book como o maior de todos os tempos.
| “ | John Brzenk é melhor na luta de braço, do que Michael Jordan jamais pensou em ser no basquete. | ” |

Possui inúmeras vitórias na carreira e permaneceu invicto por 20 anos, o que lhe rendeu uma inclusão no livro dos recordes. Foi campeão mundial com apenas 18 anos de idade e teve a carreira repleta de disputas, com poucas derrotas. Perdeu para o russo Alexey Voevoda, atleta mais pesado, que é considerado, por muitos, um dos melhores da Europa.